# Apa (rzeka)
Apa – dopływ Paragwaju, stanowi naturalną granicę między Paragwajem i Brazylią na prawie całej swej długości. Rozdziela brazylijskie miasto Bela Vista od paragwajskiego Bella Vista Norte.
Wypływa w górach Amambay, jej nurt przebiega przez teren bardzo płaski. Powolny bieg wytworzył wiele meandrów.
Głównymi dopływami Apy z prawej strony są: Pirapucu, Caracol i Perdido, które płyną z gór Boquedana.
Do Paragwaju Apa wpada w pobliżu miasta San Lazaro.